# 유세프 엔네시리
유세프 엔네시리(1997년 6월 1일 ~ , 아랍어: يوسف النصيري)는 모로코의 축구 선수로 현재 튀르키예 쉬페르리그의 페네르바흐체에서 스트라이커로 뛰고 있다.

## 선수 경력

### 클럽
MAS 페스, AM 풋발 유스팀을 거쳐 2015년 스페인 프리메라리가의 말라가 CF와 1억 7천만원에 계약을 맺고 입단한 후 2016년 4월 16일 프로 무대에 전격 데뷔하여 2017-18 시즌까지 공식전 41경기 5골을 기록했다.
2017-18 시즌을 마치고 CD 레가네스로 트레이드되어 2019-20 시즌 중반까지 공식전 53경기 15골을 기록하며 2018-19 시즌 팀내 올해의 선수에 선정되었다.
그 후 2019-20 시즌 중반에 세비야 FC로 이적한 뒤 3시즌 연속 라리가 4위(2019-20, 2020-21, 2021-22), 2019-20년 UEFA 유로파리그 우승, 2020-21 코파 델 레이 4강, 2020년 UEFA 슈퍼컵 준우승에 기여하는 등 현재까지도 세비야의 주축 공격수로 맹활약하고 있다.

### 국가대표팀
2016년 8월 31일 알바니아와의 친선 경기에서 국제 A매치 데뷔전을 치른 후 토고와의 2017년 아프리카 네이션스컵 C조 조별리그 2차전에서 A매치 데뷔골을 터뜨렸다.
그리고 이듬해에 열린 2018년 FIFA 월드컵 본선 23인 엔트리에 최종 발탁되어 스페인과의 B조 조별리그 최종전에서 본인의 월드컵 데뷔골을 극적인 동점골로 장식하며 2-2 무승부에 일조했다.
이후 2019년 아프리카 네이션스컵과 2021년 아프리카 네이션스컵에서 각각 16강, 8강의 성적을 남겼고 2022년 FIFA 월드컵을 통해 2회 연속 월드컵 본선에 출전하여 캐나다와의 F조 조별리그 최종전에서 결승골을 터뜨리며 팀의 36년만의 16강 진출을 이끈 뒤 포르투갈과의 8강전에서도 결승골을 터뜨리며 아프리카팀 최초이자 아랍권 국가 최초의 월드컵 4강 신화에 이바지했다.

## 수상

### 클럽
세비야 FC
- 스페인 프리메라리가 : 4위 (2019-20, 2020-21, 2021-22)
- 코파 델 레이 : 4강 (2020-21)
- UEFA 유로파리그 : 우승 (2019-20)
- UEFA 슈퍼컵 : 준우승 (2020)

### 국가대표팀
모로코
- FIFA 월드컵 : 4위 (2022)

### 개인
- CD 레가네스 올해의 선수 : 2018-19
- 스페인 프리메라리가 이달의 선수 : 2021년 1월
- 프랑스 풋볼 선정 올해의 아프리카 팀 : 2021